# Zone Sud-Ouest australienne
Localisation
La zone Sud-Ouest de l'Australie fait partie de l'écozone australasienne et comprend principalement des écorégions terrestres de forêts, zones boisées et maquis méditerranéens nommées aussi « forêts sclérophylles ». 
Ces écorégions appartiennent à l'un des cinq biomes méditerranéens. Le Sud-Ouest de l'île comprend également une partie de l'écorégion terrestre des broussailles xérophytes. Ensemble ces écorégions terrestres comprennent plusieurs régions floristiques du Sud-Ouest australien avec de nombreuses espèces de plantes endémiques.
Elle couvre une superficie de 356 717 km2.

## Localisation
Le Sud-Ouest de l'Australie est une bande de terre de forme triangulaire qui s'étend environ de Shark Bay sur la côte Nord-Ouest jusqu'à Esperance sur la côte Sud-Est. Elle possède aussi une vaste plaine côtière de 20 à 120 kilomètres de large. L’Australie-Occidentale est séparée du Centre et du Nord de l'Australie par des déserts et broussailles xérophytes. Le Sud-Ouest de l'Australie est une des régions les plus biologiquement diversifiée sur terre, ce qui lui confère une très grande importance pour l'étude et la sauvegarde des espèces endémiques. Cette région possède aussi une des biodiversités marines les plus importantes du globe, avec le récif corallien le plus au sud du monde.

## Biomes
La région du Sud-Ouest comprend deux biomes, celui des forêts, zones boisées et maquis méditerranéens, qui représente la plus grande partie de cette région, et une partie du biome des brousses xérophytes.

### Biome de forêts, zones boisées et maquis méditerranéens

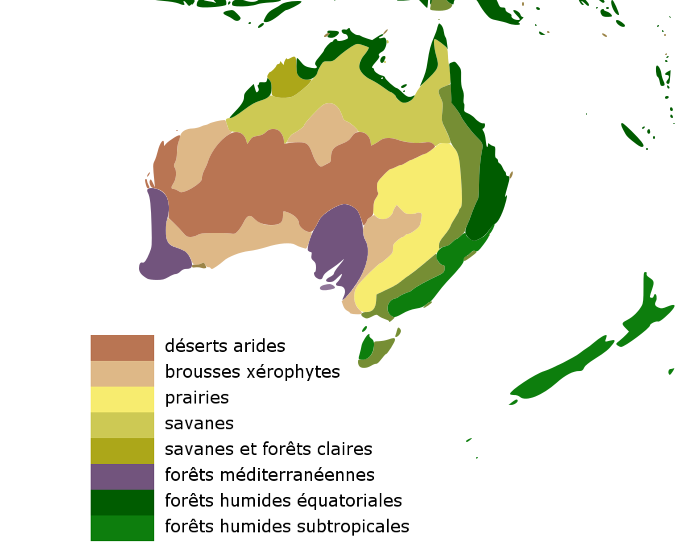
Répartition des biomes de l'Australie

Cette écorégion appartient au biome méditerranéen, faisant partie des 26 biomes répertoriés sur terre, et dont seulement cinq régions au monde comprennent ces conditions. Ces environnements méditerranéens regroupent plus de 10 pour cent des espèces végétales de la planète. Cependant au Sud-Ouest de l'Australie, les fleurs des arbustes sont encore beaucoup plus diversifiées que dans les autres écorégions méditerranéennes. Plus de 6 750 espèces de plantes sont adaptées aux forêts et maquis de cette zone de l'Australie, et près de 50 pour cent de ces espèces sont endémiques.
On parle aussi de « forêts sclérophylles », ce qui correspond aux forêts dont les plantes possèdent des feuilles résistances qui sont adaptées au climat méditerranéen et aux perturbations locales. Et c'est surtout dans le bush australien, dont une partie se trouve au Sud-Ouest de l'Australie ainsi qu'au Sud-Est, que l'on observe la majorité de ces plantes sclérophylles.

### Biome des brousses xérophytes

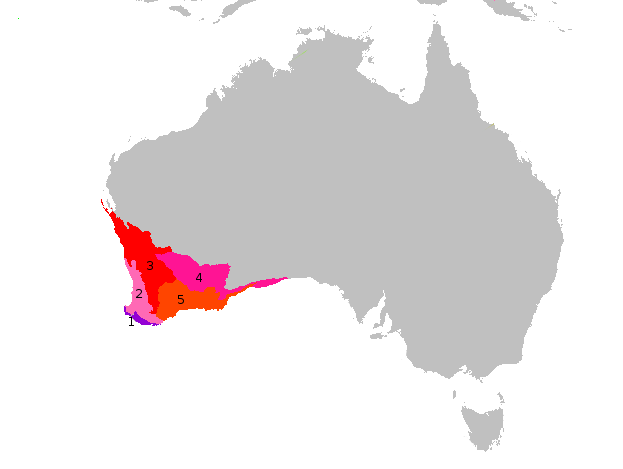
Carte des régions floristiques dans le Sud-Ouest australien

Ce biome est une transition avant celui du désert aride qu'on retrouve au centre du continent. Les conditions de vie pour la faune et la flore y sont donc plus difficiles que celles vers les plaines côtières. Le climat est sec, les précipitations faibles et souvent l'évaporation est très forte ce qui induit aussi des sols plus pauvres. Cependant, les régions xérophytes sont très variées sur terre et dans cette région du Sud-Ouest australien, les conditions restent assez proches d'un climat méditerranéen plutôt que d'un climat totalement désertique.
Les végétaux de cette région sont donc fortement adaptés à un milieu sec, et sont composés principalement de plantes grasses ou succulentes qui sont capables de résister à un grand déficit d'eau.

### Régions floristiques
Ces écorégions peuvent être séparées en plusieurs régions floristiques plus précises qui font partie presque entièrement des biomes de forêts, zones boisées et maquis méditerranéens et des brousses xérophytes:
- Maquis et forêts d'Eucalyptus
- Forêts du Sud-Ouest australien
- Savanes du Sud-Ouest australien
- Mallee d'Esperance
- Forêts de Coolgardie

Dans ce climat méditerranéen australien, l'équivalent au maquis est nommé Mallee. Ceci correspond aux zones d'arbustes et de broussailles avec comme espèces végétales dominantes, les genres Eucalyptus, Acacia ou Melaleuca. C'est aussi dans ce type d'environnement que se développe la flore xérique lorsque l'on s'approche des zones arides en direction des déserts, plus au centre du continent.

## Climat
L'Australie-Occidentale bénéficie d'un climat méditerranéen avec des hivers doux et humides et des été secs. Les températures sont plus clémentes en hiver que dans d'autres régions méditerranéennes, le gel y est très rare. Mais les températures estivales sont chaudes et sèches avec des matinées souvent brumeuses sur les littoraux.

### Précipitations
Les précipitations annuelles moyennes varient de 300 mm à 1 400 mm dans la région la plus à l'ouest. Durant les mois de novembre à mars l'évaporation est plus importante que les précipitations, et le climat devient alors très sec.

## Géographie

### Relief
Le Sud-Ouest de l'Australie est constitué d'un immense plateau et de plaines côtières comme c'est le cas pour la plus grande partie de l'île. Le plateau occidental, ou «bouclier australien», occupe environ 60 % de la surface du continent. L'altitude moyenne varie de 305 à 460 mètres. Le plateau est formé de terrains anciens (granits, quartzites, gneiss) et est tapissé aussi de collines plus élevées par endroits. Ce socle ancien, compris dans le Bouclier Australien Occidental et issu de l'érosion, provient du supercontinent passé, le Gondwana, qui regroupait l'Amérique du Sud, l'Afrique, Madagascar, le Deccan indien, l'Australie et l'Antarctique.

### Sol
Cette région de l'Australie possède un sol sableux, assez pauvre en éléments nutritifs et qui reçoit légèrement plus de précipitations que dans les autres environnements méditerranéens, il peut ainsi accueillir une flore et une faune plus riche.

### Hydrographie
Le Sud-Ouest de l'Australie est totalement dépourvu de cours d'eau permanents. Comme plus de la moitié du continent, cette région ne bénéficie que d'un drainage interne, ou endoréique. Ce sont des cours d'eau intermittents, formés après les pluies, qui rejoignent des lacs éphémères et dont le niveau baisse ensuite très vite.
La majorité des eaux à l'intérieur du continent se trouve dans le Grand bassin artésien qui est situé à l'Est de l'île, entre le Bouclier Australien Occidental et la Cordillère australienne.

## Faune
La faune de l'Australie à la particularité d'abriter une grande diversité animale ainsi qu'un grand nombre d'espèces endémiques. Cet endémisme est la conséquence du fait que les espèces ont évolué de manière séparée, de par l'isolement géographique du continent qui ne possède aucune frontière terrestre, ainsi que d'autres facteurs qui ont joué un rôle dans la répartition animale.
Le Sud-Ouest, avec son climat méditerranéen particulier, abrite de nombreuses espèces d'oiseaux endémiques, comme la perruche à tête pourpre, mais aussi des marsupiaux de taille moyenne, comme le myrmécobie à bandes. Beaucoup de ces espèces animales sont menacées ou ont déjà disparu.
Plusieurs espèces de cette région d'Australie sont proches de celles qui existaient sur le Gondwana. Ce type d'écorégion et sa faune est le type le plus menacé des écorégions d'Australie.

## Flore
La flore du Sud-Ouest de l'île est bien adaptée au climat méditerranéen et aux contraintes locales. Dans cette région, la végétation possède une grande biodiversité et des adaptations qui ont mené à un fort taux d'endémisme. La végétation est principalement basse et peu dense et elle vit à un rythme ralenti, dicté par le climat changeant des régions méditerranéennes : une courte saison sèche, des précipitations irrégulières et des vents importants. Elle subit également les dégâts du feu, certaines plantes y sont même très bien adaptées et dépendent de celui-ci pour amorcer la germination. Les perturbations causées par l’homme sont aussi un danger qui menace fortement cet écosystème.
L'écorégion du Sud-Ouest de l'Australie se caractérise par une flore très diversifiée qui a évolué pour s'adapter à des sols pauvres en nutriments. Il existe de nombreuses plantes (comme des orchidées terrestres) qui font des associations symbiotiques avec des champignons mycorhiziens spécialisés.
La flore de cette écorégion est dominée par des plantes ligneuses et herbacées vivaces dont les familles principales sont les:
- Myrtaceae (myrte, eucalyptus, goupillons, arbres à thé)
- Proteaceae (banksia, grevillea, dryandra)
- Papilionaceae
- Mimosaceae
- Epacridacées
- Ericaceae
- Orchidaceae (orchidées)

Les genres Acacia, Eucalyptus, Grevillea, Stylidium, leucopogon et Dryandra sont particulièrement riches en nombre d'espèces. L'estimation la plus récente de la richesse en espèces pour l'écorégion suggère qu'il y a 6 759 espèces, dont 49 % des espèces sont endémiques du sud-ouest de l'Australie. Plus d'un tiers de ces espèces (environ 2 500) sont considérées comme menacées et des programmes sont mis en place pour tenter de les préserver. Malgré cela, la flore de cette écozone est toujours en augmentation et de nouvelles espèces sont découvertes chaque année.

### Flore des maquis et forêts d'eucalyptus
Les types de végétation dominants sont les forêts claires d'eucalyptus, les broussailles Mallee à eucalyptus dominants, et les broussailles et landes, qui correspondent aux maquis rencontrés dans d'autres régions de type méditerranéen.
Les maquis et forêt d'eucalyptus abritent presque essentiellement des espèces du genre Eucalyptus comme :
- Eucalyptus diversicolor
- Eucalyptus brevistylis
- Eucalyptus jacksonii
- Eucalyptus guilfoylei
- Eucalyptus marginata
- Eucalyptus calophylla

Ces forêts peuvent être composées d'eucalyptus géants avec les trois espèces principales le karri (Eucalyptus diversicolor), le jarrah (Eucalyptus marginata) et le tingle.(Eucalyptus brevistylis, Eucalyptus jacksoni, Eucalyptus guilfoylei).

### Flore des savanes
Dans la savane du Sud-Ouest du continent, on observe plutôt des zones boisées, des arbustes et des espèces herbacées avec l’espèce la plus commune, Acacia rostellifera. Dans cette région plus aride, c'est plutôt l'acacia qui domine que l'eucalyptus. 

### Flore des Mallee d'Esperance
Cette écorégion semi-aride couvre une grande superficie de forêts, terres boisées et broussailles méditerranéennes en danger. Environ la moitié de la superficie de cette écorégion est actuellement utilisée pour l'agriculture, qui cause des dommages écologiques pour la faune et la flore.
La végétation principale est des familles de Myrtaceae (surtout eucalyptus) et Proteaceae. Des zones humides saisonnières peuvent aussi abriter des plantes arbustives du genre Melaleuca et Tecticornia. Il peut aussi y avoir des bosquets sporadiques d'Allocasuarina, en particulier sur les collines.

### Flore des forêts de Coolgardie
Cette écorégion couvre une grande superficie de forêts méditerranéennes, terre boisées et arbustes vulnérables du sud-ouest de l'Australie. La forêt de Coolgardie est le plus grand site resté intact de forêts au climat méditerranéen sur la terre. Cette écorégion abrite une haute richesse en espèces, en dépit de l'apparence superficielle d'une terre desséchée. La fertilité du sol de cette écorégion est généralement assez faible, donc l'agriculture, peu présente dans cette écozone, n'a jamais été un problème pour la flore dans cette région de l'île.
En raison d'une grande stabilité géologique et en l'absence de glaciation depuis la période du Carbonifère, les sols sont pauvres en éléments nutritifs et souvent élevés en salinité. Les espèces végétales qui colonisent ce milieu ont donc dû s'adapter à des sols pauvres et durs, et à un climat chaud et aride pour survivre. Les types de végétation qui prédominent dans ce milieu sont des espèces de broussailles Mallee, certaines espèces d'eucalyptus et beaucoup de plantes du genre Eremophila.
Il y a un certain nombre d'associations végétales du genre Eremophila qui caractérisent une grande partie de la forêt de Coolgardie. Par exemple, à proximité du littoral sud-est de Coolgardie, Eremophila miniata forme souvent un faible couvert clairsemé, avec un plus dense sous-étage d'Atriplex vesicaria. De telles associations de plante sont communes sur un substrat de sol très salé.

## Conservation et sauvegarde
Le Sud-Ouest de l'Australie est bien connu comme étant un point chaud de la biodiversité végétale avec une flore riche et grandement endémique. Cette écorégion de l'Australie est aussi reconnue comme : 
- une zone d'oiseaux endémiques par BirdLife International ;
- un centre de diversité des plantes par le WWF et l'UICN.

Une grande partie de cette flore est menacée. Ce biome méditerranéen fait partie des huit biomes les plus menacés de la planète, car ces biomes hébergent des populations en expansion rapide.
Les principales menaces viennent tout d'abord de l'augmentation de la population humaine, et donc un développement urbain et des infrastructures qui menacent l'environnement des espèces végétales et animales. Il y a aussi d'autres menaces, comme les changements climatiques, les agents pathogènes, les feux de forêt inappropriés, une salinité de l'eau trop élevée, l'agriculture intensive et les pâturages à bétail, le nombre trop élevé de lapins sauvages et de kangourous ainsi que l'invasion des mauvaises herbes et de plantes envahissantes. C'est pourquoi un grand nombre d'espèces sont menacées.
Depuis quelques années, un peu partout dans le Sud-Ouest de l'Australie, de nombreux projets et programmes de grande envergure se mettent en place pour comprendre les processus clés menaçant les espèces et tenter de sauvegarder cette biodiversité.
C'est la cas du projet The Southwest Australia Ecoregion Initiative (SWAEI) qui a pour objectif de développer une approche coopérative et coordonnée pour la conservation de la biodiversité du Sud-Ouest de l'Australie.

## Parcs nationaux
Il existe plusieurs parcs nationaux dans cette région du continent, qui permettent de garder une certaine superficie d'aires protégées :
- Parc national de Shannon
- Parc national D'Entrecasteaux
- Parc national du Mt. Frankland
- Parc national de Walpole-Nornalup
- Parc national de Kalbarri
- Parc national de Cape Le Grand
- Parc national de Stokes
- Parc national de Leeuwin-Naturaliste

### Article
- C.E. Gonzalez-Orozco, M.C. Ebach, S. Laffan, A.H. Thornhill, N.J. Knerr, A.N. Schmidt-Lebuhn, C.C. Cargill, M.Clements, N.S. Nagalingum, B.D. Misher, J.T. Miller, Quantifying Phytogeographical Regions of Australia Using Geospatial Turnover in Species Composition, Plos one, mars 2014, Volume 9, Issue 3